# The Screaming of the Valkyries
The Screaming of the Valkyries ist das vierzehnte Studioalbum der britischen Extreme-Metalband Cradle of Filth. Es erschien am 21. März 2025 weltweit beim Musiklabel Napalm Records.

## Hintergrund
The Screaming of the Valkyries wurde am 21. März 2025 als vierzehntes Album der Band bei dem auf Metal spezialisierten Label Napalm Records veröffentlicht. Es handelt sich um das erste Album mit Donny Burbage, ehemals bei Æther Realm, als Gitarrist und Zoe Marie Federoff von der Band Catalyst als Keyboarderin, die zudem auch den weiblichen Gesang übernahm. Zudem war es das erste Studioalbum der Band bei Napalm Records nach Existence Is Futile, das 2021 bei Nuclear Blast erschien. Die Aufnahmen für das Album begannen im Mai 2023 kurz nach Erscheinen des Live-Albums Trouble And Their Double Lives und wurden im Grindstone Studio in Ipswich in der Grafschaft Suffolk, Großbritannien, durchgeführt. Produziert wurde das Album von Scott Atkins, mit dem die Band bereits bei den Aufnahmen zu dem Live-Album zusammenarbeitete. Die Aufnahmen waren seit Juli 2024 abgeschlossen, danach produzierte die Band noch einige Videos für das Album. Die erste Single aus dem neuen Album erschien zusammen mit einem Musikvideo im Oktober 2024 mit Malignant Perfection.
Dani Filth kündigte das neue Album als eines mit den „Vibes“ von Dusk… and Her Embrace an. Inhaltlich handelt es sich bei den Titeln des Albums um eine „Anthologie gotischer Horrorgeschichten mit dunkelromantischem Touch“, was von metal.de als typisch für die Band und Dani Filth betrachtet wird. Dabei stellte Dani Filth heraus, dass es kein Konzeptalbum sei und ohne zusätzliche Elemente wie Intros und Outros auskommt. Zudem gäbe es „keine Gastauftritte, nur neun Songs.“

## Rezeption
Nach Hans Völkel auf metal.de „überzeugen“ Cradle of Filth auf [dem] Album „durch Abwechslungsreichtum und ackern sich in neun Songs quasi an der gesamten Bandbreite ihres bisherigen Schaffens ab.“ Er bestätigt dem Album „einen gewissen Best-Of-Charakter, der aber auch untermauert, wie vielseitig und scheuklappenfrei Cradle of Filth seit jeher innerhalb ihres eigenen Klangkosmos agieren.“ Nach A.N. Grier auf angrymetalguy.com überrascht ihn die Schwere der Musik von Cradle of Filth, die er auch in diesem Album erkennt. Nach seiner Ansicht hatte sich die Band mit den Vorgängern und vor allem mit Nymphetamine stark in Richtung Gothic bewegt und kehren hier wieder zu ihrem früheren Stil zurück, indem sie „fette Riffs mit wunderschönen Leads, eindringlichen Orchestrierungen mit kraftvollen Refrains und Danis unverkennbaren Schreien“ kombinieren.
Danach beschreibt Völker bereits den ersten Song des Albums, To Live Deliciously, der nach seiner Darstellung „einer opulenten Symphonik und klassischen Heavy-Metal-Leads astreines Thrash-Geknüppel entgegen“ und durch den Folgesong Demagoguery „unter schaurigem Tastenzauber und Danis wie immer filmreifer Darbietung“ fortgesetzt wird. Der danach folgende Song The Trinity Of Shadows „warte bei Gitarren und Refrain gar mit kleinen Ausflügen in den melodischen Power Metal auf“ und Stücke wie White Hellebore, You Are My Nautilus und Ex Sanguine Draculae erinnern „in all ihrer düsteren Opulenz an die frühen Karrierehighlights Cruelty and the Beast und Midian“.

## Titelliste
Auf den Album von 2025 sind neun Lieder enthalten:
- To Live Deliciously – 5:32
- Demagoguery – 6:16
- The Trinity Of Shadows – 6:22
- Non Omnis Moriar – 5:05
- White Hellebore – 5:04
- You Are My Nautilus – 7:39
- Malignant Perfection – 6:45
- Ex Sanguine Draculae – 7:09
- When Misery Was A Stranger – 6:21

## Chartplatzierungen
| ChartsChartplatzierungen       | Höchstplatzierung | Wochen |
| ------------------------------ | ----------------- | ------ |
| Deutschland (GfK)              | 5 (1 Wo.)         | 1      |
| Österreich (Ö3)                | 4 (1 Wo.)         | 1      |
| Schweiz (IFPI)                 | 17 (1 Wo.)        | 1      |
| Vereinigtes Königreich (OCC)   | 15 (1 Wo.)        | 1      |
| Vereinigte Staaten (Billboard) | 32 (1 Wo.)        | 1      |

Darüber hinaus belegte das Album in der Woche vom 28. März bis 3. April 2025 sowohl Platz eins der britischen Official Rock & Metal Albums Charts wie auch der Deutschen Rock- und Metalcharts.

## Belege
1. 1 2  Cradle Of Filth – The Screaming Of The Valkyries auf discogs.com, abgerufen am 27. Juli 2025.
2. 1 2 3 4  Hans Völkel: Cradle Of Filth - The Screaming Of The Valkyries, Review auf metal.de, abgerufen am 7. August 2025.
3. 1 2 3  Cradle Of Filth To Release 'The Screaming Of The Valkyries' Album In April auf blabbermouth.net, 8. Januar 2025; abgerufen am 8. August 2025.
4. 1 2  Cradle Of Filth Begins Recording New Album auf blabbermouth.net, 27. Mai 2023; abgerufen am 8. August 2025.
5. ↑  Emily Bellino: Dani Filth Reflects on Three Decades of Cradle of Filth, New Live Album auf decibelmagazine.com, 24. April 2023; abgerufen am 8. August 2025.
6. ↑  Cradle of Filth – The Screaming of the Valkyries, Review auf angrymetalguy.com, abgerufen am 8. August 2025.
7. ↑  Chartplatzierung in Deutschland. In: offiziellecharts.de. Abgerufen am 8. August 2025.
8. ↑  Chartplatzierung in Österreich. In: austriancharts.at. Abgerufen am 8. August 2025.
9. ↑  Chartplatzierung in der Schweiz. In: hitparade.ch. Abgerufen am 8. August 2025.
10. ↑  Chartplatzierung in Großbritannien. In: officialcharts.com. Abgerufen am 8. August 2025 (englisch).
11. ↑  Chartplatzierung in den Vereinigten Staaten. In: billboard.com. Abgerufen am 8. August 2025 (englisch).
12. ↑  Chartplatzierung in den Official Rock & Metal Albums Charts, Großbritannien. In: officialcharts.com. Abgerufen am 8. August 2025 (englisch).
13. ↑  Top 20 Rock/Metal-Charts: 28.03.2025 – 03.04.2025. In: offiziellecharts.de. GfK Entertainment, 28. März 2025, abgerufen am 27. Juli 2025.